# Leptodermis schneideri
Leptodermis schneideri là một loài thực vật có hoa trong họ Thiến thảo. Loài này được H.J.P.Winkl. mô tả khoa học đầu tiên năm 1922.